# Puente de la Estrella de 1933
El puente de la Estrella de 1933 también conocido simplemente como puente de la Estrella, es un puente de carretera situado sobre el río Esla ya en el embalse de Ricobayo, entre los municipios de Perilla de Castro y San Cebrián de Castro, provincia de Zamora, en España.
Este puente se construyó para sustituir al anterior puente de la Estrella de 1869 que quedó sumergido tras la puesta en marcha de la presa de Ricobayo. Se construyó a pocos metros aguas arriba del de 1869 con el objetivo de desdoblarlo y mejorar el tramo de la carretera a la que pertenecía, primero la descatalogada carretera Villacastín-Vigo y luego la N-631.
Es el único puente de una carretera Nacional de España en el que por su plataforma no pueden circular dos vehículos en sentido contrario al mismo tiempo al poseer una anchura inferior a 4 metros. Debido a su estrechez, en sus accesos se producen constantes congestiones ya que soporta una intensidad media diaria de unos 3.206 vehículos al día, de los cuales el 9.5% son vehículos pesados, según los datos del informe del Real Automóvil Club de Cataluña.
Curiosamente se construyó bajo un similar diseño arquitectónico y en el mismo año que el puente de Manzanal del Barco de 1933, situado aguas abajo, que conectaba Manzanal del Barco y Palacios del Pan mediante la ZA-P-1405, el cual se clausuró al tráfico en 2001 por problemas de mantenimiento y estrechez y que fue sustituido por el puente de Manzanal del Barco de 2001.

## Localización
Está ubicado en el punto kilométrico 2,220 de la carretera N-631 perteneciente a la red de carreteras nacionales de España. Conecta los términos municipales de Perilla de Castro y San Cebrián de Castro, por cuyo fondo discurre el río Esla embalsado por la presa de Ricobayo.
El puente se encuentra a unos escasos 25 km de la capital zamorana. La zona próxima al puente posee una urbanización de viviendas unifamiliares conocida como La Encomienda, además de una zona destinada al ocio denominada de la misma forma y una deportiva bajo el nombre de club deportivo Esla.
El puente de la Estrella se sitúa dentro calificado como "peor tramo de una carretera nacional de toda España", tramo de la N-631 comprendido entre el pk 0+00 tras dejar la autovía Ruta de la Plata y el pk 14+400 en Pozuelo de Tábara donde no se cumplen los estándares de seguridad vial de una carretera del Estado. Los accesos al puente muestran una alta sinuosidad con zonas en las que se recomienda a los conductores que no sobrepasen la velocidad de 40 km/h siendo una de las razones por las que se densifica el tráfico en la zona.

## Características
Denominado como puente de La Estrella en honor al puente del mismo nombre del siglo XIX que se vio sumergió tras la apertura del embalse de Ricobayo, da servicio a la carretera N-631 en su tramo sobre el embalse de Ricobayo en el río Esla. Esta infraestructura data de comienzos de los años 1930 construyéndose a la par que la presa de Ricobayo.
Es una obra en hormigón armado con cinco tramos rectos apoyados sobre pilares en su margen derecha, un arco central y otro tramo recto en la orilla izquierda. Tiene una longitud aproximada de 320 m.
El principal inconveniente que presenta el puente es su estrecha plataforma, la cual no permite que se crucen en ella dos coches al mismo tiempo provocando así retenciones a ambos lados del puente sobre todo con tráfico de vehículos pesados. El estado actual de la N-631 no es acorde con la actividad que ésta soporta ya que presenta tramos de alta siniestralidad. Además el puente de la Estrella es parte de la principal vía de acceso a la sierra de la Culebra, la Reserva regional de caza más amplia de Castilla y León, por lo que la posibilidad de encontrarse con animales en libertad sobre la calzada es muy elevada.
Fue construido bajo un similar diseño arquitectónico y en el mismo año que el puente de Manzanal del Barco de 1933, situado aguas abajo, que conectaba Manzanal del Barco y Palacios del Pan mediante la ZA-P-1405, el cual se clausuró al tráfico en 2001 por problemas de mantenimiento y estrechez y que fue sustituido por el puente de Manzanal del Barco de 2001. 

## Nuevo puente de la Estrella
Esta infraestructura cercana al centenario, es el reflejo de la planificación inversora del Estado con la España vaciada. El puente de la Estrella con sus desfasadas características ha sido capaz de permanecer operativo durante casi 100 años dando un servicio peligroso y siniestro a la comarca natural de Aliste, Tábara y Alba, las menos desarrolladas de la Zamora rural. Algo que no ocurre en ningún otro tramo de la red perteneciente a la Dirección General de Carreteras.
Según datos de la Dirección General de Tráfico la N-631 posee una media de más de un accidente por semana, por lo que la incluyó dentro del catálogo oficial de carreteras peligrosas de España. La N-631 y el puente de la Estrella han sido objeto de debate político en el siglo XXI, se utiliza como arma arrojadiza contra el partido que esté en el gobierno, pero lo cierto es que ningún partido en el gobierno ejecuta proyectos de mejora más allá del mantenimiento correctivo.
En 2007 el Ministerio de Fomento encargó la redacción de un proyecto de reparación del puente, que para la elaboración del mismo se tuvo que cerrar el tráfico por el puente durante varios días. Tras la finalización del proyecto, nunca se llegaron a licitar las obras para llevar a cabo la actuación. En 2018 con el PP en el Gobierno de España se creó una partida de 10 millones de euros en los Presupuestos Generales del Estado, que con la llegada del PSOE tras cambio de Gobierno, ninguno de los dos ejecutó un solo euro para la mejora de la N-631.
En 2020 se detectó la caída de cascotes de hormigón al Esla y el desgaste del arco central ha dejado visible el acero interior del hormigón. Su falta de mantenimiento es habitual queja ciudadana por el paulatino desgaje de hormigón que sufre el puente En ese mismo año se realizaron labores de mantenimiento en las inmediaciones al puente pero no en la dañada infraestructura.
En materia de carreteras del Estado, el desdoblamiento de la N-631 en autovía siguiendo el trazado del AVE a Galicia es la principal reivindicación de la provincia de Zamora junto con el desdoblamiento de la N-122 en autovía del Duero. Existe un anteproyecto de 2016 de la Escuela Técnica Superior de Ingenieros de Caminos, Canales y Puertos de La Coruña que propone la construcción de un nuevo puente de la Estrella que cumpla con los estándares de seguridad vial, utilizando una conexión directa de la autovía Ruta de la Plata con la N-631 por Montamarta-San Cebrián de Castro siguiendo la nueva línea del AVE a Galicia o más arriba por Fontanillas de Castro en la salida 250 de la autovía.

## Galería de imágenes
|                                               |
| Puente con el embalse vacío en julio de 2021. |

|                                       |
| Puente desde La Encomienda (Perilla). |

|                                     |
| Puente desde San Cebrián de Castro. |

|                                     |
| Puente desde San Cebrián de Castro. |